# Chu Chính Đình
Chu Chính Đình (tiếng Trung: 朱正廷, phiên âm: Zhu Zhengting, sinh ngày 18 tháng 3 năm 1996), là một ca sĩ và diễn viên người Trung Quốc dưới sự quản lý của Công ty giải trí Nhạc Hoa (Yuehua Entertainment). Là cựu thành viên của nhóm Nine Percent , là trưởng nhóm của nhóm NEXT (Nhạc Hoa Thất Tử).

## Sự nghiệp

### Trước khi ra mắt
Chu Chính Đình sinh ra tại tỉnh An Huy, 8 tuổi bắt đầu học múa Trung Quốc, 12 tuổi học múa ba lê, 16 tuổi học múa hiện đại.
Tháng 6 năm 2014 đạt giải nhất bộ môn múa cuộc thi kỹ năng nghề các trường cao đẳng toàn quốc.
Tháng 9 năm 2014 đạt thủ khoa đầu vào chuyên ngành múa Trung Quốc, Học viện Hý kịch Thượng Hải.
Cùng năm, với bài múa cá nhân《Tư Tư Vũ Lạc》Chu Chính Đình đã xuất sắc giành giải nhất cuộc thi múa thanh thiếu niên toàn quốc "Hưng Toàn Ly".
Năm 2015, trở thành thực tập sinh của công ty Yuehua Entertainment.

### 2017: Tham gia Produce 101 mùa thứ 2
Chu Chính Đình đã tham gia chương trình thực tế sinh tồn tuyển chọn nhóm nhạc nam Hàn Quốc, " Produce 101 mùa 2 " được phát sóng trên Mnet năm 2017. Anh dừng bước tại tập 8 với tổng số phiếu bình chọn là 330.058.

#### Bài thi trong Produce 101 mùa 2
| Vòng                   | Tiết mục                | Nguyên gốc        | Vị trí    | Hợp tác cùng                                                                   |
| ---------------------- | ----------------------- | ----------------- | --------- | ------------------------------------------------------------------------------ |
| Xếp lớp                | Just right              | Got7              | Lớp C     | Thực tập sinh Yuehua: Ahn Hyeong-seob, Lee Eui-woong, Choi Seung-hyeok, Justin |
| Vòng 1 Ca khúc chủ đề  | Nayana 나야나 (PICK ME) | Produce 101 Mùa 2 | Lớp D     | 100 thực tập sinh                                                              |
| Vòng 2 Đánh giá nhóm   | Replay                  | Shinee            | Sub Vocal | Lee Keon-hee, Choi Min-gi, Lee Gwang-hyun, Yeo Hwan-ung, Justin                |
| Vòng 3 Đánh giá vị trí | Pop                     | NSYNC             | Dance     | Park Woo-dam, Lee In-soo, Lee Ki-won, Yoon Jae-chan, Kim Sang-been             |

#### Thứ tự xếp hạng trong Produce 101 mùa 2
| Tập      | Xếp lớp lần I | Xếp lớp lần I | Tập 1 | Tập 2 | Tập 3 | Tập 5 (Loại trừ lần I) | Tập 6 | Tập 8 (Loại trừ lần II) |
| -------- | ------------- | ------------- | ----- | ----- | ----- | ---------------------- | ----- | ----------------------- |
| Xếp hạng | C             | D             | 31    | 29    | 42    | 50 (122.552 phiếu)     | 57    | 51 (330.058 phiếu)      |

### 2018: tham gia Idol Producer, ra mắt với Nine Percent, NEX7 và các hoạt động cá nhân
Sau khi dừng chân tại Produce 101 mùa 2 của Hàn Quốc, Chu Chính Đình đã tham gia một chương trình nhóm nhạc sinh tồn tương tự của Trung Quốc, Idol Producer. Những màn thể hiện trong chương trình này đã mang đến sự nổi tiếng cho anh. Trong tập cuối, Chu Chính Đình đã giành được tổng số phiếu bầu là 11.938.786, chính thức ra mắt với tư cách là thành viên của nhóm nhạc mới Nine Percent với vị trí thứ 6 chung cuộc.

#### Các bài thi trong Idol Producer
| Vòng                    | Tiết mục             | Nguyên gốc       | Vị trí     | Hợp tác cùng |
| ----------------------- | -------------------- | ---------------- | ---------- | --- |
| Xếp lớp                 | EOEO                 | UNIQ             | Lớp A      | Thực tập sinh Yuehua: Justin, Phạm Thừa Thừa, Tất Văn Quân Đinh Trạch Nhân, Lý Quyền Triết, Hoàng Tân Thuần             |
| Vòng 1 Ca khúc chủ đề   | Ei Ei                | Idol Producer    | Lớp A      | 100 thực tập sinh |
| Vòng 2 Đánh giá nhóm    | PPAP                 | Kosaka Daimaou   | Main Vocal | Nhóm A Vương Tử Dị, Châu Duệ, Thái Từ Khôn, Châu Ngạn Thần                                                              |
| Vòng 3 Đánh giá vị trí  | Sheep                | Trương Nghệ Hưng | Center     | Đánh giá vị trí Dancer Lâm Siêu Trạch, Hứa Khải Hạo, Lý Hy Khản, Tả Diệp                                                |
| Vòng 4 Đánh giá concept | DREAM                | Idol Producer    | Sub Vocal  | Justin, Phạm Thừa Thừa, Đinh Trạch Nhân Chu Tinh Kiệt, Tiền Chính Hạo, Châu Ngạn Thần                                   |
| Hợp tác cùng HLV        | Quit Smocking (戒烟) | Lý Vinh Hạo      | Sub Vocal  | Lý Vinh Hạo, Vưu Trường Tĩnh, Trần Lập Nông, Linh Siêu Lục Đình Hạo, Dương Phi Đồng, Mộc Tử Dương                       |
| Vòng 5 Đánh giá Debut   | Mack Daddy           | Idol Producer    | Sub Vocal  | Vương Tử Dị, Trần Lập Nông, Phạm Thừa Thừa, Thái Từ Khôn Bốc Phàm, Chu Tinh Kiệt, Tiền Chính Hạo, Tần Phấn, Từ Thánh Ân |

#### Thứ tự xếp hạng trong Idol Producer
| Tập      | Xếp lớp lần I | Xếp lớp lần II | Tập 2 | Tập 3 | Tập 4 (Iive votes) | Tập 5 (Loại trừ lần I) | Tập 6 | Tập 7 (Live votes) | Tập 8 (Công bố thứ hạng lần II) | Tập 9 (Live votes) | Tập 10 (Loại trừ lần III) | Tập 12 (Chung kết) |
| -------- | ------------- | -------------- | ----- | ----- | ------------------ | ---------------------- | ----- | ------------------ | ------------------------------- | ------------------ | ------------------------- | ------------------ |
| Xếp hạng | A             | A              | 5     | 5     | 2                  | 5                      | 4     | 2                  | 4                               | 3                  | 7                         | 6                  |

Vào ngày 21 tháng 6 năm 2018, Chu Chính Đình tiếp tục ra mắt với vai trò trưởng nhóm trong nhóm nhạc mới NEX7 với bài hát "Wait a minute". Vào ngày 23 tháng 6 năm 2018, Chu Chính Đình và các thành viên khác của NEX7 đã tổ chức cuộc họp fan hâm mộ đầu tiên tại Bắc Kinh, Trung Quốc.
Vào ngày 2 tháng 12, Yuehua Entertainment đã xác nhận Chu Chính Đình sẽ phát hành đĩa đơn đầu tiên mang tên "The Winter Light" vào ngày hôm sau và một đĩa đơn vào đầu năm tới. Đĩa đơn digital đầu tay đã bán được hơn 1.000.000 bản trong vòng 3 phút đầu tiên sau khi phát hành và hơn 2.000.000 bản trong vòng một giờ. Sau "The Winter Light", anh tiếp tục phát hành một đĩa đơn có tựa đề "Green Christmas".

## Đại sứ thương hiệu
Năm 2018, Chu Chính Đình được nhiều thương hiệu lựa chọn trở thành đại sứ quảng cáo với các hợp đồng như với Head &amp; Shoulders và Oral-B, nhãn hiệu quần áo Calvin Klein, gã khổng lồ công nghệ Huawei và thương hiệu làm đẹp Olay.
Năm 2019, tiếp tục trở thành đại diện quảng cáo dòng sản phẩm cho hãng sản xuất máy ảnh hàng đầu Canon và thương hiệu làm đẹp Nivea.

## Phim ảnh

#### Phim truyền hình
| Năm phát sóng | Tựa đề                                  | Tựa đề               | Vai diễn              | Hợp tác cùng                                    | Ghi chú   |
| Năm phát sóng | Việt                                    | Trung                | Vai diễn              | Hợp tác cùng                                    | Ghi chú   |
| ------------- | --------------------------------------- | -------------------- | --------------------- | ----------------------------------------------- | --------- |
| 2022          | Thiếu Niên Khúc Côn Cầu                 | 冰球少年             | Thẩm Châu Châu        | Bạch Chú, Từ Hảo                                | Nam chính |
| 2022          | Dã Thú Cô Độc                           | 孤独的野兽           | Lạc Tân               | Tất Văn Quân, Tôn Doãn Hàm, Trương Bá Gia       | Nam chính |
| 2022          | Tinh Hà Trường Minh                     | 星河长明             | Dực Vô Ưu             | Phùng Thiệu Phong, Bành Tiểu Nhiễm              | Nam thứ   |
| 2023          | Cả Thế Giới Đang Đợi Hai Người Chia Tay | 全世界都在等你们分手 | Kỷ Thuật              | Lư Dục Hiểu                                     | Nam chính |
| 2024          | Liệt Diễm                               | 烈焰                 | Nghịch Thiên Nhi Hành | Nhậm Gia Luân, Hình Phi                         | Nam thứ   |
| 2024          | Thiếu Niên Bạch Mã Tuý Xuân Phong       | 少年白马醉春风       | Liễu Nguyệt           | Hầu Minh Hạo, Hà Dữ, Hồ Liên Hinh, Hạ Chi Quang | Khách mời |
| TBA           | Tô Ký                                   | 苏记                 | Kỳ Phượng Tường       | Lý Lan Địch                                     | Nam chính |
| TBA           | Tử Dạ Quy                               | 子夜归               | Bùi Quý Nhã           | Hứa Khải, Điền Hi Vi                            | Nam thứ   |
| TBA           | Người Là Nhân Gian Kinh Hồng Khách      | 你是人间惊鸿客       | Tiêu Trì              | Lư Dương Dương                                  | Nam chính |

### Phim điện ảnh
| Năm  | Tựa đề             | Tựa đề     | Tựa đề       | Vai diễn    | Hợp tác cùng                   | Ghi chú   |
| Năm  | Việt               | Trung      | Anh          | Vai diễn    | Hợp tác cùng                   | Ghi chú   |
| ---- | ------------------ | ---------- | ------------ | ----------- | ------------------------------ | --------- |
| 2017 | Tư Vị Mối Tình Đầu | 初恋的滋味 | Marna        | Lý Thông    | Ngô Tuyên Nghi, Châu Nghệ Hiên | Nam thứ   |
| 2019 | Cấp Tiên Phong     | 急先锋     | Vanguard     | Thần Điêu   | Thành Long, Dương Dương        | Khách mời |
| TBA  | Lão Hổ Phẫn Nộ     | 愤怒的老虎 | Raging Tiger | Lâm Nhất Hổ | Tưởng Mộng Tiệp                | Nam chính |

### Chương trình truyền hình
| Năm  | Chương trình                          | Chương trình       | Mạng           | Vai trò                 | Ghi chú |
| Năm  | Việt                                  | Trung              | Mạng           | Vai trò                 | Ghi chú |
| ---- | ------------------------------------- | ------------------ | -------------- | ----------------------- | --- |
| 2017 | Produce 101 Mùa 2                     |                    | Mnet           | Thực tập sinh YueHua    | |
| 2018 | Idol Producer                         |                    | iQiyi          | Thực tập sinh YueHua    | Top 6 debut |
| 2018 | Hoa Lộ Chi Lữ                         |                    | iQiyi          | Thành viên cố định      | Nine Percent |
| 2018 | Thực Quang Kỳ Diệu                    | 奇妙的食光         | iQiyi          | Thành viên cố định      | Justin, Tiểu Quỷ, Tất Văn Quân, Jeffrey, Đổng Nham Lỗi |
| 2018 | Idol Hits                             |                    | iQiyi          | Khách mời               | ep 12: Nine Percent |
| 2018 | Running Brothers 6                    |                    | Chiết Giang TV | Khách mời               | Trương Kiệt, Trương Lương Dĩnh, Vương Đại Lục, Nine Percent |
| 2018 | Thế Giới Dũng Cảm                     | 勇敢的世界         | Hồ Nam TV      | Khách mời               | ep 4: NEXT |
| 2018 | Happy Camp                            |                    | Hồ Nam TV      | Khách mời               | - 03/02: Trương Nghệ Hưng, thực tập sinh Idol Producer - 02/06: Nine Percent - 07/07: NEXT, Trình Tiêu, Vương Nhất Bác                                            |
| 2018 | Yo!Bang                               |                    | Tencent        | Khách mời               | Phạm Thừa Thừa, Vưu Trường Tĩnh NEXT |
| 2018 | Hoa Hoa Vạn Vật                       | 花花万物           |                | Khách mời               | ep 8: NEXT |
| 2018 | Khiêu Chiến Nào Vũ Trụ                | 挑战吧！太空       | Youku          | Thành viên cố định      | Trương Vũ Kỳ, Vương Bảo Cường, Trần Khải Kiệt... |
| 2019 | Chúng Ta Hẹn Hò Đi Mùa 1              | 我们恋爱吧         | Youku          | Quan sát viên           | Vương Tích, Trình Tiêu, Khương Chấn Ninh, Trương Thuần Diệp |
| 2019 | Thanh Xuân Hoa Lộ                     | 青春的花路         | IQIYI          | Thành viên cố định      | Phạm Thừa Thừa, Tiểu Quỷ, Vương Tử Dị, Vưu Trường Tĩnh, Phí Khải Minh, Ái Phúc Kiệt Ni                                                                            |
| 2019 | Ký Ức Hạn Định                        |                    | IQIYI          | Thành viên cố định      | Nine Percent tốt nghiệp |
| 2019 | Thiếu Niên Đáng Mong Chờ              | 少年可期           | Hồ Nam TV      | Thành viên cố định      | NEXT |
| 2019 | Happy Camp                            |                    | Hồ Nam TV      | Khách mời               | Vương Âu, Lăng Tiêu Túc, Sa Dật, Vũ Nghệ |
| 2019 | Âm Lãng Đối Tác                       |                    | Giang Tô TV    | Khách mời               | NEXT |
| 2019 | Ca Sĩ Giấu Mặt Mùa 4                  | 蒙面唱将猜猜猜S4   | Giang Tô TV    | Khách mời               | ep 9, ep 10 |
| 2019 | Đấu Trường Robot Mùa 2                | 铁甲雄心2          | Chiết Giang TV | Khách mời cố định       | Dương Địch... |
| 2019 | Du Khách Xin Chú Ý                    | 各位游客请注意     | Chiết Giang TV | Khách mời               | ep 4 |
| 2019 | Gặp Gỡ Thiên Đàn                      | 遇见天坛           | Đài Bắc Kinh   | Khách mời               | ep 4 |
| 2019 | Ngày Mai Chúng Em Không Ở Nhà         |                    |                |                         | NEXT |
| 2020 | Du Ngoạn Tokyo                        |                    |                | Thành viên cố định      | |
| 2020 | Happy Camp                            |                    | Hồ Nam TV      | Khách mời               | - 22/02: Thành Long, Dương Dương, Ngải Luân - 18/04: Châu Chấn Nam, Ngô Tuyên Nghi, Hạ Chi Quang - 25/04: Hồ Nhất Thiên, Trương Vân Long, Trương Vũ Kiếm, Lưu Duy |
| 2020 | Truy Cầu Nho Nhỏ                      |                    | Hồ Nam TV      | Khách mời               | ep 11, 12 |
| 2020 | Thanh Xuân Có Bạn 2                   | 青春有你2          | IQIYI          | Khách mời trợ diễn      | ep 18 |
| 2020 | IQIYI FANS CARNIVAL                   |                    | IQIYI          |                         | Show thể thao dành cho idol |
| 2020 | Vũ Giả                                |                    | Đông Phương TV | Huấn luyện viên cố định | Kim Tinh, Đồng Lệ Á, Nhậm Gia Luân |
| 2020 | Tiếng Nói Chó Mèo                     | 汪喵物语           | Youku          | Thành viên cố định      | Trương Vũ Kiếm |
| 2020 | Chúng Ta Hẹn Hò Đi Mùa 2              | 我们恋爱吧2        | Youku          | Quan sát viên           | Y Năng Tịnh, Huỳnh Thánh Y, Trịnh Sảng, Khương Chấn Ninh, Trương Thuần Diệp, Kim Tử Hàm, Đới Yến Ni                                                               |
| 2021 | Trung Tâm Tuyên Truyền Ca Khúc Vũ Trụ | 宇宙打歌中心       | Youku          | Khách mời               | ep 1, 7 |
| 2021 | Chúng Ta Hẹn Hò Đi Mùa 3              | 我们恋爱吧3        | Youku          | Quan sát viên           | Y Năng Tịnh, Khương Chấn Ninh, Trương Thuần Diệp, Trương Kế Khoa, Tống Vũ Kỳ                                                                                      |
| 2021 | Kim Khúc Thanh Xuân                   | 金曲青春           | Đông Phương TV | Khách mời               | ep 3 |
| 2022 | Nhật Ký Mỹ Thực Siêu Hot Mùa 1        |                    | Chiết Giang TV | Khách mời               | ep 11, 12 |
| 2022 | Ngày Tuyết Rơi Tôi Đến Thăm Bạn       | 飘雪的日子来看你   | Bắc Kinh TV    | Thành viên cố định      | Dương Địch, Tạ Nam, Sunnee... |
| 2022 | Xin Chào Thứ Bảy                      |                    | Hồ Nam TV      | Khách mời               | A Vân Ca, Tống Tổ Nhi... |
| 2022 | Cùng Nhau Đi Cắm Trại Mùa 1           | 一起露营吧         | Giang Tô TV    | Khách mời               | ep 9, 10 |
| 2022 | Vũ Vương Giấu Mặt Mùa 3               | 蒙面舞王第三季     | Giang Tô TV    | Thành viên cố định      | Giành quán quân |
| 2022 | Nghe Nói Ăn Rất Ngon Mùa 2            | 听说很好吃第二季   | Chiết Giang TV | Khách mời               | ep 5 |
| 2023 | Great Dance Crew Mùa 2                | 了不起！舞社第二季 | Youku          | Khách mời               | ep 10 |
| 2023 | Mùa Hè Thuộc Về Chúng Ta Mùa 2        | 暑与我们的夏天2    | Sohu TV        | Thành viên cố định      | Tăng Thuấn Hy, Trần Ngọc Kỳ, Chu Khiết Quỳnh, Trương Gia Nguyên, Tiêu Thuận Nghiêu                                                                                |
| 2023 | Ready to Dance                        | 开始跳舞吧         | Giang Tô TV    | Người triệu tập         | |
| 2023 | Có Lẽ Bạn Muốn Yêu                    | 也许你要恋爱了     | Giang Tô TV    | Khách mời               | ep 3, 4 |
| 2023 | Á Châu Siêu Tinh Đoàn                 | 亚洲超星团         | TVB            | Mentor                  | Tăng Chí Vĩ, RAIN, Trình Tiêu, Tô Chí Uy, FAMA |
| 2023 | Chuyến Du Lịch Đáng Yêu               | 可爱的旅行         | Giang Tô TV    | Khách mời               | ep 2 |
| 2024 | New Year Flavor 2                     | 加康加年味 2       | IQIYI          | Khách mời               | ep 2: Lý Thần, Trịnh Khải, Ngũ Gia Thành, Đường Cửu Châu |
| 2024 | Trốn Tìm Trong Thành Phố              | 城市捉迷藏         | Hồ Nam TV      | Khách mời               | ep 5, ep 6: Tiểu Quỷ, Ngô Tuyên Nghi, Sunnee, Tạ Khả Dần, Châu Dã, Hàn Đông Quân, Ollie,...                                                                       |

Ngoài ra, Chu Chính Đình còn tham gia một số chương trình khác.

## Âm nhạc

### Đơn khúc
| Bài hát                 | Tên tiếng Trung | Thời gian phát hành | Ghi chú                                                               |
| ----------------------- | --------------- | ------------------- | --------------------------------------------------------------------- |
| Run Away                |                 | 21-09-2018          | Bài hát tuyên truyền《 Thực Quang Kỳ Diệu 》                          |
| The Winter Light        |                 | 01-12-2018          | -                                                                     |
| Green Christmas         | 绿色圣诞节      | 10-12-2018          | Bài hát chủ đề hoạt động từ thiện Innisfree                           |
| Hi Wake Up              |                 | 07-03-2019          | Bài hát chủ đề《 Hoa Lộ Thanh Xuân 》                                 |
| Đợi Ký Nhận             | 待签收          | 18-03-2019          | -                                                                     |
| ALIVE                   | 活着的时间      | 26-11-2019          | -                                                                     |
| EMPTY SPACE             |                 | 07-05-2020          | Hợp tác cùng Vương Tử Dị                                              |
| My Love                 |                 | 30-09-2020          | Hợp tác cùng NEXT                                                     |
| Trap                    | 陷              | 18-03-2021          | -                                                                     |
| Niềm Tin                | 信尔            | 30-07-2021          | Bài hát khái niệm Donghua《 Thiên Quan Tứ Phúc 》                     |
| Cổ Khúc Kim Thanh       | 古曲今声        | 10-06-2022          | Bài hát quảng bá Triển lãm hình ảnh di sản văn hóa phi vật thể Vân Du |
| Nếu Rơi                 | 若坠            | 09-12-2022          | Nhạc phim《 Tinh Hà Trường Minh 》                                    |
| Khí Phách               | 风骨            | 11-12-2022          | Nhạc phim《 Tinh Hà Trường Minh 》                                    |
| Hồ Đồ                   | 糊涂            | 31-05-2023          | Nhạc phim《 Cả Thế Giới Đang Đợi Hai Người Chia Tay 》                |
| Tình Yêu Vượt Đại Dương | 爱漂洋过海      | 25-09-2023          | -                                                                     |
| Toà Thành Của Ta        | 我的城          | 18-03-2024          | Nhạc phim《Liệt Diễm》                                                |

### Album nhóm
| Tên Album      | Bài hát | Thời gian phát hành | Ghi chú                   |
| -------------- | --- | ------------------- | ------------------------- |
| THE FIRST      | Wait A Minute For You | 21-06-2018          | Hợp tác cùng NEXT         |
| THE FIRST II   | Let Me Be Your Fire Heart Full of You Dream World Tour | 18-07-2018          | Hợp tác cùng NEXT         |
| THE FIRST Ⅲ    | Attention On&On | 17-08-2018          | Hợp tác cùng NEXT         |
| TO THE NINES   | Rule Breaker I Need A Doctor Good Things Extraordinary 9% Ei Ei Let's Dance Together Không Thể Rời Xa | 20-11-2018          | Hợp tác cùng Nine Percent |
| NEXT TO YOU    | Blah-Blah Back To You Excuses Want U | 07-12-2018          | Hợp tác cùng NEXT         |
| Ký Ức Hạn Định | Dream (Thái Từ Khôn) Blooming For You (Trần Lập Nông) Umbrella (Phạm Thừa Thừa) Break Free ( Hoàng Minh Hạo) Like A Star (Lâm Ngạn Tuấn) Hi Buddy (Chu Chính Đình) Lovelab (Vương Tử Dị) Hot Air Balloon (Tiểu Quỷ) Maybe Someday (Vưu Trưởng Tĩnh) | 26-09-2019          | Hợp tác cùng Nine Percent |
| NEXT BEGINS    | New Order WYTB Blooming I Just Need You | 08-11-2019          | Hợp tác cùng NEXT         |

### Album cá nhân
| Tên Album | Bài hát              | Bài hát            | Thời gian phát hành | Ghi chú       |
| Tên Album | Tựa đề               | Trung              | Thời gian phát hành | Ghi chú       |
| --------- | -------------------- | ------------------ | ------------------- | ------------- |
| Chapter Z | FLIP                 | -                  | 23-09-2019          | Mini Album    |
| Chapter Z | Đều Phải Hạnh Phúc   | 《都要好好的》     | 23-09-2019          | Mini Album    |
| Chapter Z | Kẻ Ngoài Cuộc        | 《旁观者》         | 23-09-2019          | Mini Album    |
| 《T》     | Đề Phòng             | 《戒备》           | 27-06-2022          | The 1st Album |
| 《T》     | Tôi Trên Hộp Nhạc    | 《八音盒上的我》   | 27-06-2022          | The 1st Album |
| 《T》     | Soul Mystery         | -                  | 27-06-2022          | The 1st Album |
| 《T》     | Nghe Lòng Tôi Vụn Vỡ | 《听我心碎的声音》 | 27-06-2022          | The 1st Album |
| 《T》     | Thói Quen            | 《习惯》           | 27-06-2022          | The 1st Album |
| 《T》     | Not OK               | -                  | 27-06-2022          | The 1st Album |
| 《T》     | One Day              | -                  | 27-06-2022          | The 1st Album |
| 《T》     | Lonely               | -                  | 27-06-2022          | The 1st Album |
| 《瘴》    | Biệt                 | 《别》             | 16-03-2024          |               |
| 《瘴》    | Kịch                 | 《剧》             | 16-03-2024          |               |
| 《瘴》    | Kỷ                   | 《纪》             | 16-03-2024          |               |

### Concert
| Tên                  | Tiếng Trung  | Trạm Lưu Diễn | Địa điểm               | Thời gian  |
| -------------------- | ------------ | ------------- | ---------------------- | ---------- |
| Mysterious Mission   | 《神秘任务》 | Thành Đô      | 华熙LIVE·528M空间      | 01-01-2023 |
| Mysterious Mission   | 《神秘任务》 | Quảng Châu    | 广州中山纪念堂         | 18-03-2023 |
| Mysterious Mission   | 《神秘任务》 | Thượng Hải    | 静安体育中心           | 20-05-2023 |
| Invisible World      | 《无形世界》 | Macao         | 澳门新濠影汇综艺馆     | 20-01-2024 |
| ZT27 Universe        | 《ZT27宇宙》 | Giang Tô      | 南京双沟珍宝坊体育馆   | 16-03-2024 |
| The Realm of Freedom | 《自由之境》 | Hợp Phì       | 合肥少荃体育中心体育馆 | 15-03-2025 |

## Thời trang

### Tạp chí thời trang
| Năm  | Tháng     | Tạp chí                        | Ghi chú                       |
| ---- | --------- | ------------------------------ | ----------------------------- |
| 2018 | 4         | Harper's Bazaar 时尚芭莎       | Trang nội dung                |
| 2018 | 5         | 南都娱乐周刊                   | Trang bìa                     |
| 2018 | 6         | YOHO!潮流志                    | Trang bìa cùng NEXT           |
| 2018 | 6         | 风度men's uno Young            | Trang bìa cùng NEXT           |
| 2018 |           | InStyle优家画报                | Trang bìa cùng NEXT           |
| 2018 |           | 红秀GRAZIA                     | Trang bìa cùng Nine Percent   |
| 2018 | 7         | NYLON尼龙                      | Trang bìa cùng Nine Percent   |
| 2018 |           | OK!精彩                        | Trang bìa cùng Nine Percent   |
| 2018 | 11        | 南都娱乐周刊                   | Trang bìa đơn                 |
| 2018 | 12        | 九号摩登                       | Trang bìa                     |
| 2018 | 12        | Harper's Bazaar 时尚芭莎电子刊 | Trang bìa đơn (bản điện tử)   |
| 2019 |           | OK！精彩                       | Trang bìa đơn                 |
| 2019 |           | Bazaar Jewelry 芭莎珠宝        | Trang bìa đơn (bản điện tử)   |
| 2019 |           | 红秀GRAZIA                     | Trang bìa đơn Tứ đại tuần san |
| 2019 | 2         | Bazaar Trendhealth 时尚健康    | Trang bìa đơn                 |
| 2019 | 3         | SuperELLE                      | Trang bìa                     |
| 2019 | 4         | CECI姐妹                       | Trang bìa                     |
| 2019 | 4         | 时尚 COSMOPOLITAN              | Trang nội dung                |
| 2019 | 5         | 时装 LOFFICIEL                 | Trang bìa (bản điện tử)       |
| 2019 | 6         | Madame Figaro Mode             | Trang bìa                     |
| 2019 | 6         | 时尚家居TRENDSHOME             | Trang bìa (bản điện tử)       |
| 2019 | 7         | 时尚家居TRENDSHOME             | Trang bìa                     |
| 2019 | 10        | 势界POWERCIRCLES               | Trang bìa                     |
| 2019 | 11        | BOBOSNAP CHINA                 | Trang bìa (bản điện tử)       |
| 2019 | 11        | 男人风尚LEON Young             | Trang bìa                     |
| 2019 | 11        | INSNAPVISION潮流街拍           | Trang bìa                     |
| 2019 |           | 北京青年周刊                   | Trang bìa                     |
| 2020 | 3         | 风度 men's uno                 | Trang bìa                     |
| 2020 | 8         | 男人装                         | Trang bìa                     |
| 2020 | 10        | 尼龙NYLON                      | Trang bìa                     |
| 2020 | 10        | SO FIGARO                      | Trang bìa                     |
| 2020 |           | ELLEMEN新青年                  | Trang bìa                     |
| 2020 | 12        | 周末画报 iWeekly               | Trang bìa                     |
| 2021 | 1         | 风度 men's uno                 | Trang bìa                     |
| 2021 | 3         | OK!精彩                        | Trang bìa                     |
| 2021 | 3         | K!ND                           | Trang bìa                     |
| 2021 | 4         | 势界POWERCIRCLES               | Trang bìa                     |
| 2021 | 4         | 时尚健康先生 Men's Health      | Trang bìa                     |
|      | 10        | 新视线Wonderland               | Trang bìa                     |
| 11   | LIFESTYLE | Trang bìa                      |                               |

## Mạng xã hội
Weibo - THEO-朱正廷
Instagram - theo_zhuzhengting318
Xiaohongshu - Zzt-朱正廷
Douyin - 朱正廷